# St. Petrus in Ketten (Reinholterode)

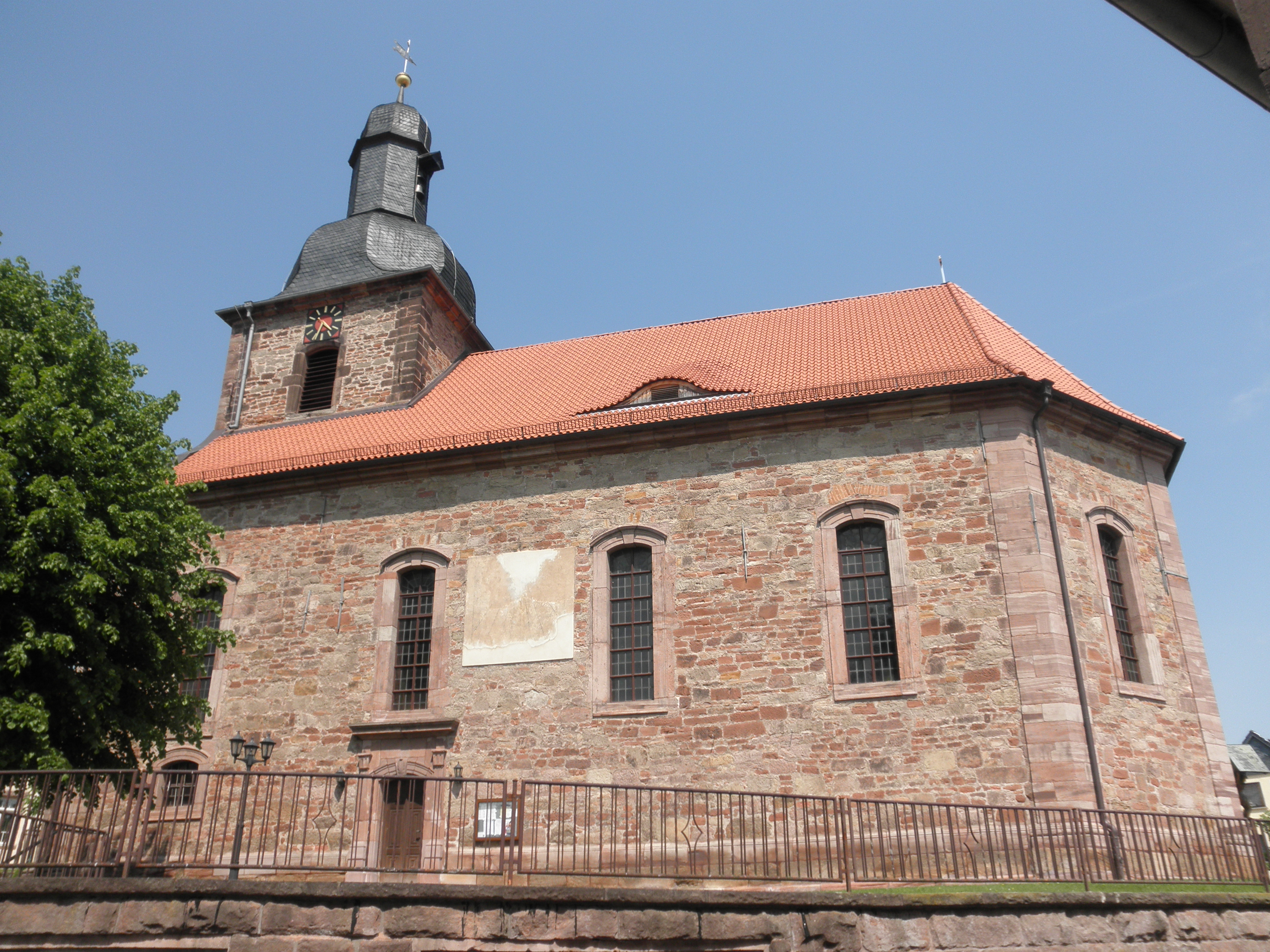
St. Petrus in Ketten

Die römisch-katholische Filialkirche St. Petrus in Ketten steht in Reinholterode im thüringischen Landkreis Eichsfeld. Sie ist Filialkirche der Pfarrei St. Nikolaus Siemerode im Dekanat Heiligenstadt des Bistums Erfurt. Sie trägt das Patrozinium St. Peter ad Vincula.

## Geschichte
Die erste Kirche wurde mitten im Dorf errichtet. Es war wohl noch vor dem 13. Jahrhundert, denn das Dorf wurde schon als selbstständiges Pfarrdorf eingestuft. Der Pfarrer Edelgher konnte sich ab 1238  Dorfgeistlicher nennen. Bis in das 16. Jahrhundert besaß der Ort die Mutterkirche mit Pfarrhaus und Pfarrgarten. In den Wirren der Nachreformationszeit kam es zu Streitigkeiten zwischen den evangelisch gewordenen Grundherren und den Dorfbewohnern. 1569 erließen die Herren eine Gerichtsordnung für die Kirchgemeinde. Der Mainzer Kurfürst als Landesherr konnte ab 1600 seinen Einfluss auf die Religion wieder stärken, Reinholterode war dann aber nur noch Filialkirche vom benachbarten Steinbach.

### Neue Kirche ab 1755
Im Jahre 1755 erfolgte der Abriss der alten Kirche. Auf deren Grund und Boden steht die neue Dorfkirche, die von 1755 bis 1768 in Gemeinschaftsarbeit der Dorfbewohner errichtet worden ist. Der Bischof Johann Friedrich von Lasser aus Mainz weihte sie am 3. Oktober 1764. Als Baumaterial dienten hauptsächlich Bruchsteine und für die Gebäudeecken auch Quadermauerwerk aus einheimischem Buntsandstein.

### Ab 1990
1990 wurde renoviert und erneuert. Später schlossen sich Pflasterarbeiten in der Kirche an. 1996 erhielt das Gotteshaus eine neue Ahlborn-Orgel. Die Glockenanlage konnte 1998 erneuert werden. 1999 mussten die Fundamente am Kirchturm unterfangen werden. Innen fand eine Sanierung statt. Nach 2003 wurden die Dächer erneuert und danach fand die Außensanierung statt.

## Architektur
Die Kirche besitzt eine einfache Grundform mit dem Achteckchor im Osten. Der Kirchturm ist im Westen in den Bau einbezogen. Oberhalb des Südportals ist eine Sonnenuhr eingebaut. Der Turm besitzt eine mit Schiefer gedeckte Welsche Haube. Die ersten Glocken wurden als Metallspende im Ersten Weltkrieg eingezogen. Die kleine Glocke blieb wegen ihres historischen Wertes in der Kirche, zersprang aber 1921. Aus ihren Teilen hängt eine neue historische Glocke im Gotteshaus.
Die äußere steinsichtige Bruchsandsteinmauer mit Sockel besitzt stichbogige Fenster. Die Ostchorwand mit der Rundbogennische und der Skulptur des Antonius hebt die Bedeutung des Hauses hervor.
Der Innenraum vom Tonnengewölbe ist mit sich kreuzenden Stichkappen überspannt. Der zweigeschossige Turmraum ist zum Kirchenschiff mit beiden Seiten durch Spitzbögen geöffnet und verbunden. Die Bogenpfeiler tragen den Turm.

## Ausstattung
Der barocke Hochaltar soll aus dem Kloster Teistungenburg nach hier verlegt worden sein. Er ist 1760 geschaffen worden und trägt christlichen Schmuck, wie die Beweinung Christi am Kreuz. An den Seiten stehen die Skulpturen Petrus und Paulus. Darüber ein Bildnis von der Auferstehung Jesu Christi mit weiteren heiligen Figuren. Südlich im Schiff steht der Marienaltar. Im Nordosten steht die Kanzel aus dem Jahre 1760. Der gewölbte Korb ist wie die Kanzel umrahmt von christlichen Figuren und Schmuck. Der Taufstein befindet sich im Turmraum. Er stammt aus dem 17. Jahrhundert. Das Gestühl besitzt barocke Wangen.

## Glocken
1953 wurden zwei neue Glocken geweiht.